# Hiroshi Ochiai
Hiroshi Ochiai (jap. 落合 弘 Ochiai Hiroshi; ur. 28 lutego 1946 w Saitamie) – były japoński piłkarz, reprezentant kraju.

## Kariera klubowa
Od 1966 do 1984 roku występował w klubie Mitsubishi Motors.

## Kariera reprezentacyjna
W reprezentacji Japonii zadebiutował w 1974. W reprezentacji Japonii występował w latach 1974–1980. W sumie w reprezentacji wystąpił w 63 spotkaniach.

## Statystyki
| Reprezentacja Japonii | Reprezentacja Japonii | Reprezentacja Japonii |
| Rok                   | Mecze                 | Gole                  |
| --------------------- | --------------------- | --------------------- |
| 1974                  | 2                     | 0                     |
| 1975                  | 13                    | 3                     |
| 1976                  | 15                    | 2                     |
| 1977                  | 5                     | 0                     |
| 1978                  | 14                    | 3                     |
| 1979                  | 9                     | 1                     |
| 1980                  | 5                     | 0                     |
| Razem                 | 63                    | 9                     |